# Risol
Risós (en francès Risoul) és un municipi francès situat al departament dels Alts Alps i a la regió de Provença – Alps – Costa Blava.

## Demografia
| 1836                                       | 1962 | 1968 | 1975 | 1982 | 1990 | 1999 | 2006 | 2018 |
| ------------------------------------------ | ---- | ---- | ---- | ---- | ---- | ---- | ---- | ---- |
| 967                                        | 287  | 289  | 317  | 447  | 526  | 622  | 643  | 647  |
| Des de 1962: població sense dobles comptes |      |      |      |      |      |      |      |      |

## Administració
| Període   | Identitat           | Partit        |
| --------- | ------------------- | ------------- |
| 1996-2001 | Robert Maurel       |               |
| 2001-2008 | Aristide Bonnaffoux | divers droite |
| 2008-2020 | Max Brémond         |               |
| 2020-     | Régis Simond        |               |

## Personatges il·lustres
- Auger de Balben, gran mestre de l'Orde de Sant Joan de Jerusalem